# Scott Evans
Scott Evans (ur. 26 września 1987 r. w Dublinie) - irlandzki badmintonista, uczestnik Letnich Igrzysk Olimpijskich 2012 w Londynie.

## Statystyki
|                | Rozegrane | Wygrane | Przegrane | Bilans |
| -------------- | --------- | ------- | --------- | ------ |
| Gra pojedyncza | 326       | 169     | 157       | +12    |
| Gra podwójna   | 71        | 27      | 44        | -17    |
| Gra mieszana   | 12        | 8       | 4         | +4     |

## Udział w wybranych imprezach
Mistrzostwa Europy w Badmintonie 2012
| Data        | Przeciwnik      | 1. set | 2. set | 3. set | Uwagi |
| ----------- | --------------- | ------ | ------ | ------ | ----- |
| 17 kwietnia | Dmytro Zawadsky | 9-21   | 11-21  | -      | nq    |

Letnie Igrzyska Olimpijskie 2012
| Data     | Przeciwnik | 1. set | 2. set | 3. set | Uwagi |
| -------- | ---------- | ------ | ------ | ------ | ----- |
| 30 lipca | Dan Lin    | 8-21   | 4-21   | -      | nq    |